# X-Fusion
X-Fusion ist ein Electro-Projekt aus Nordrhein-Westfalen.

## Geschichte
1988 hat alles mit einem Commodore C64 und Acid House angefangen; bis ins Jahr 2000 hat sich die Musik allerdings immer mehr in die Harsh-Richtung entwickelt und X-Fusion war, als aggressiver Mix zwischen Hocico und Wumpscut, geboren.
2001 und 2002 produzierte X-Fusion die Demos Evillive und Blackout, wodurch schließlich das Indie-Label Dark Dimensions/Scanner auf ihn aufmerksam wurde. In dem Jahr darauf veröffentlichte er sein erstes offizielles Album Dial D for Demons. Im Jahr 2004 erschien das zweite Album Beyond the pale, das auf der Stelle in die Deutschen Alternative-Charts einstieg. 2005 folgte, mit sehr ausgereiften Soundstrukturen, das Album Demons of Hate. Bis 2007 produzierte X-Fusion 14 Alben, von denen vier veröffentlicht wurden. Rotten to the Core wurde am 14. April 2007 in einer 3-CD-Box veröffentlicht, Vast Abysm erschien ein Jahr später im April 2008 und im September 2009 folgte das Album Ultima Ratio; alle drei erreichten jeweils den 2. Platz in den deutschen Alternative-Charts.
Das vorletzte Album Thorn In My Flesh erschien am 4. März 2011, das bisher letzte Album What Remains Is Black am 24. Mai 2013. Seitdem wurden ausschließlich Alben unter den Namen Noisuf-X und Stoppenberg veröffentlicht.

## Noisuf-X

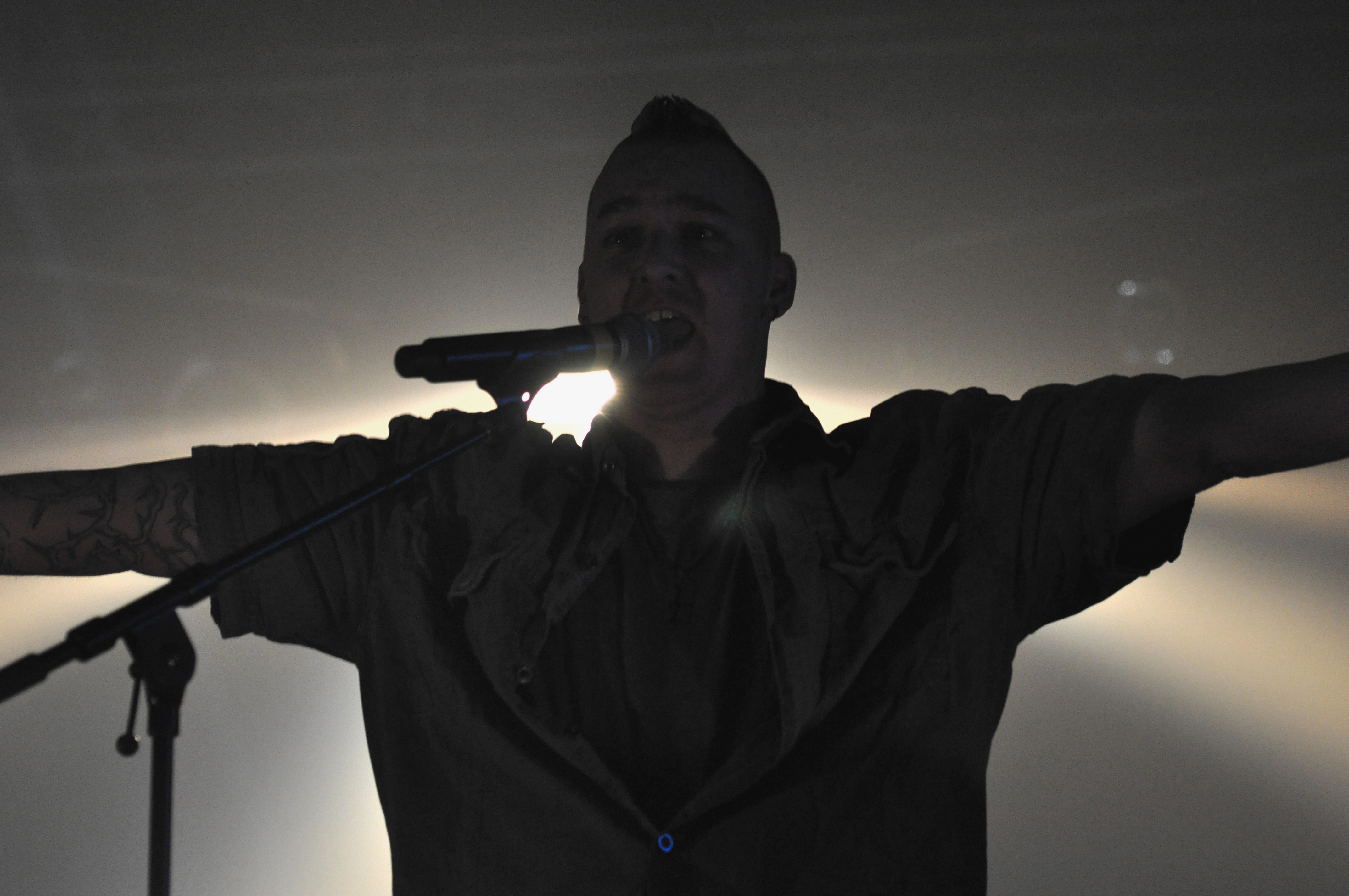
Jan L mit Noisuf-X beim E-tropolis Festival 2013

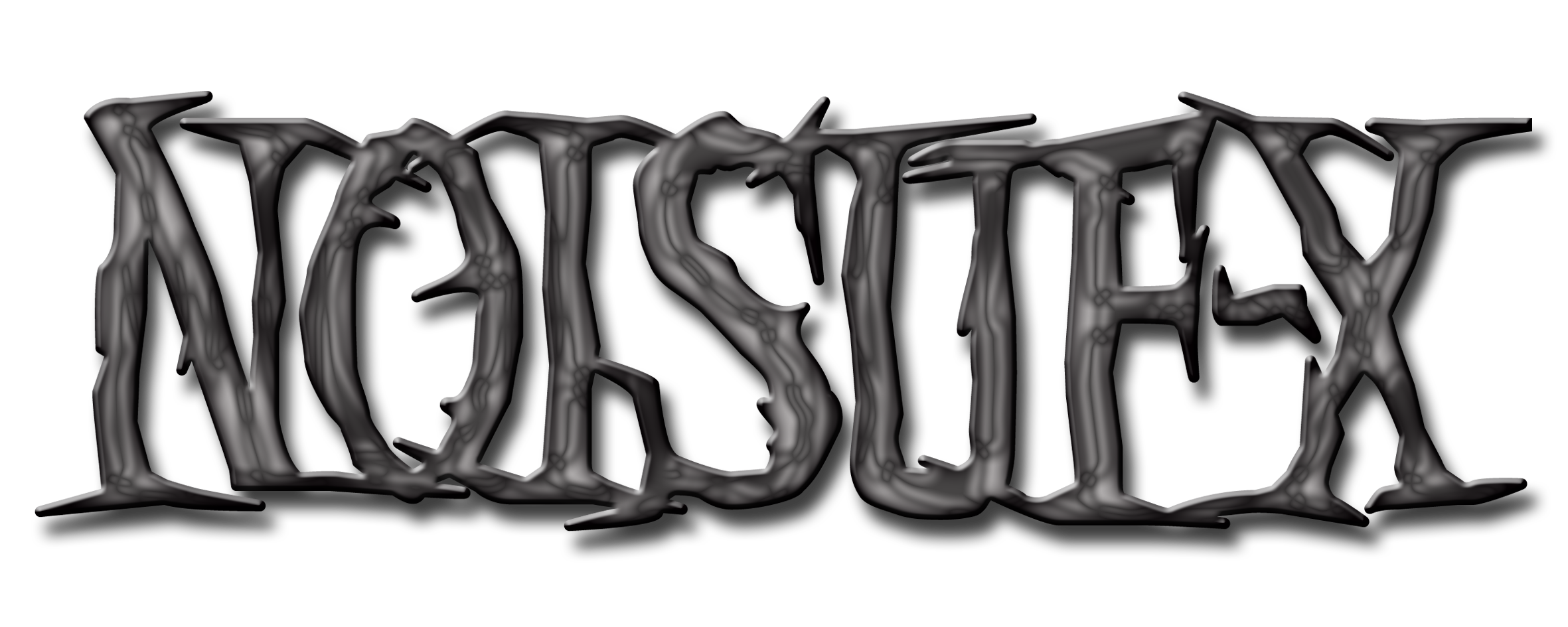
Logo von Noisuf-X

Noisuf-X ist ein Nebenprojekt des X-Fusion Kopfes Jan L. Noisuf-X' Musik ist eine Mischung aus Techno und Rhythm ’n’ Noise und ist bei Dark-Dimensions/Pro-Noize unter Vertrag. Die erste offizielle Veröffentlichung war der Track Happy Birthday auf der Alfa-Matrix-Compilation Endzeit Bunkertracks.
Mit der Tinnitus-EP war 2005 der typische Noisuf-X Sound geboren. Die EP erreichte unter anderem den 4. Platz in den GAC-Charts und Platz 3 in den DAC-Charts. Das 2007 veröffentlichte Album The Beauty of Destruction wurde ein großer Erfolg; Songs wie Hit me hard und Toccata del Terrore erreichten den 2. Platz der deutschen DAC-Charts. Die 2010 und 2011 folgenden Alben Excessive Exposure und Dead End District konnten ebenfalls einen Platz in den vorderen Regionen der Deutschen Alternative-Charts erreichen.

## Stoppenberg
Mit dem zweiten Nebenprojekt Stoppenberg, benannt nach einem Stadtteil von Essen, wurde erstmals im Jahr 2014 eine EP veröffentlicht. Dieser folgten bis zum Jahr 2019 vier Alben, die ebenfalls der EDM-Richtung zuzuordnen sind, sowie eine digitale EP. Die Tracks schlagen eine Brücke zwischen X-Fusion und Noisuf-X, sind dabei aber etwas melodischer und technoider als bei X-Fusion. Auf den Tracks sind vereinzelt auch Gäste zu hören, etwa Daniel Graves (Aesthetic Perfection) oder Elmar Schmidt (Centhron) auf dem vierten Album Frontschlag. 
Zudem trat Loamfield mehrfach mit diesem Projekt als Remixer in Erscheinung, etwa 2018 für C-Lekktor (Animals) oder 2019 für Epidemia (Ave de Mal Agüero) und Unendlich (The Gods We Trust). 2020 erstellte er für BodyHarvest zudem einen „Noisuf-X Vs. Stoppenberg Remix“ von Gegenstrom.
Zusammen mit Johan Van Roy (Suicide Commando) veröffentlichte er mehrfach einzelne Tracks (We Are Machines, 2007; Fire, 2010), unter dem Pseudonym Kombat Unit, die aber nur auf Compilations erschienen (Infacted 5, Noise Terror 2, Endzeit Bunkertracks III) sind.

## Diskografie X-Fusion
- 2001: Evillive (Demo)
- 2002: Blackout (Demo EP)
- 2003: Dial D for Demons
- 2004: Beyond the Pale
- 2005: Demons of Hate (2CD Limited Edition)
- 2007: Rotten to the Core (3CD Box-Set)
- 2008: Vast Abysm
- 2009: Ultima Ratio (2CD Limited Edition)
- 2011: Thorn in My Flesh (Limited Edition)
- 2013: What Remains Is Black

### Remixes
- 2002: Grenzfall: Mensch – Schwarzes Licht
- 2003: Infektion – Human Nature
- 2004: Controlled Collapse – Guidance
- 2004: Schattenschlag – Deine Augen
- 2005: Run Level Zero – Under the Gun
- 2005: The Eternal Afflict – The Riot in Cellblock 666
- 2005: Silent Assault – Freak Like Me
- 2006: Solitary Experiments – Pale Candle Light
- 2006: CalmZar – Not Alone
- 2006: Inure – Subversive
- 2006: Minerve – Numb
- 2006: Unter Null – Destroy Me
- 2006: XotoX – Dunkelheit
- 2007: Wynardtage – Praise the Fallen
- 2007: Aseptie – The Cage
- 2007: Essexx – Outside
- 2007: Grendel – Hate This
- 2007: Reaxxion Guerilla – Sacrifice
- 2007: Suicide Commando – Cause of Death: Suicide
- 2008: LSD Project – Infection
- 2008: Wynardtage – Tragic Hero
- 2008: Hardwire – Snuff Machine
- 2009: LSD Project – Infection
- 2009: Xuberx – Ingression
- 2010: In Strict Confidence – Silver Bullets
- 2011: Reaxion Guerrilla – Sacrifice
- 2011: Cygnosic – Fallen
- 2012: Dawn of Ashes – Hollywood Made in Gehenna

### Kompilationen
- Cryonica Tanz V.4
- deCODEr v2.0
- Endzeit Bunkertracks: Act I
- Endzeit Bunkertracks: Act II
- Endzeit Bunkertracks: Act III
- Endzeit Bunkertracks: Act IV
- Endzeit Bunkertracks: Act V
- Noise Terror Vol. 2 (World Wide Electronics)

## Diskografie Noisuf-X
- 2005: Antipode
- 2006: Tinnitus (EP)
- 2007: The Beauty of Destruction
- 2009: Voodoo Ritual
- 2010: Excessive Exposure
- 2011: Dead End District
- 2013: Warning
- 2014: Invasion
- 2015: 10 Years of Riot (2CD)
- 2016: Kicksome[b]ass
- 2017: Banzai
- 2018: Invader

## Diskografie Stoppenberg
- 2014: Telekinesis (EP)
- 2016: I Am The Danger (MP3-EP)
- 2016: Assault
- 2017: This Is War
- 2018: Ultimate Power
- 2019: Frontschlag